# Les Regrets
Pour les articles homonymes, voir Regret.
Les Regrets est un recueil de poèmes de Joachim du Bellay (1522-1560), écrit lors de sa résidence à Rome de 1553 à 1557 et publié à son retour à Paris en janvier 1558 par l'éditeur parisien Fédéric Morel l'Ancien.

## Genèse
Joachim du Bellay, originaire de la région d'Anjou et ayant fait ses études à Paris, part en 1553 pour Rome avec son oncle, le cardinal Jean du Bellay pour lui servir de secrétaire et d'intendant. Après la période de découverte de la « ville éternelle », il se lasse des intrigues de la Curie romaine et commence à souffrir de l'exil de sa patrie. Ces sentiments seront la source d'inspiration des sonnets écrits tout au long de son séjour romain. Il rentre en France en 1557 et fait paraître son recueil chez son ami et éditeur Morel.
Le recueil comprend 191 sonnets, tous en alexandrins. La forme adoptée par Du Bellay est nouvelle bien que le recueil soit de facture pétrarquiste. Le sujet n'est pas l'amour pour une femme, mais pour son pays natal avec trois sources d'inspiration : élégiaque, satirique et encomiastique. Revenu en France, le poète y retrouve les travers observés à Rome dans le but de rendre plus touchantes ses relations familiales.

## Extrait
Les Regrets incluent le poème le plus célèbre de Du Bellay. Il est inspiré par le mythe d'Ulysse en quête du retour dans sa patrie, mais imite Virgile que les poètes de la Pléiade admiraient beaucoup. Ainsi, par exemple, le deuxième quatrain est très inspiré des vers 67-68 de la première Bucolique et, dans le premier tercet « des palais romains le front audacieux » fait écho au vers 461 du livre II des Géorgiques.
Heureux qui, comme Ulysse, a fait un beau voyage,

Ou comme cestuy-là qui conquit la toison,

Et puis est retourné, plein d’usage et raison,

Vivre entre ses parents le reste de son âge !

Quand reverrai-je, hélas, de mon petit village

Fumer la cheminée, et en quelle saison,

Reverrai-je le clos de ma pauvre maison,

Qui m’est une province, et beaucoup davantage ?

Plus me plait le séjour qu’ont bâti  mes aïeux,

Que des palais romains le front audacieux,

Plus que le marbre dur me plait l’ardoise fine,

Plus mon Loire gaulois, que le Tibre latin,

Plus mon petit Liré, que le mont Palatin,

Et plus que l’air marin la douceur angevine.
— Joachim du Bellay, Les Regrets, XXXI
On trouve au sonnet CXXX la palinodie du sonnet XXXI ci-dessus :
Et je pensais aussi ce que pensait Ulysse,

Qu’il n’était rien plus doux que voir encore un jour

Fumer sa cheminée, et après long séjour

Se retrouver au sein de sa terre nourrice.

Je me réjouissais d’être échappé au vice,

Aux Circés d’Italie, aux sirènes d’amour,

Et d’avoir rapporté en France à mon retour

L’honneur que l’on s’acquiert d’un fidèle service.

Las, mais après l’ennui de si longue saison,

Mille soucis mordants je trouve en ma maison,

Qui me rongent le cœur sans espoir d’allégeance.

Adieu donques, Dorat, je suis encor romain,

Si l’arc que les neuf Sœurs te mirent en la main

Tu ne me prête ici, pour faire ma vengeance.
— Joachim du Bellay, Les Regrets, CXXX

## Adaptations musicales
- En 1970, le chanteur Georges Brassens a interprété la chanson Heureux qui comme Ulysse (musique de Georges Delerue, paroles de Henri Colpi) utilisée dans la bande originale du film homonyme dont le titre reprend le premier vers du sonnet XXXI des Regrets.
- En 2007, le chanteur Ridan a repris le sonnet XXXI des Regrets et l'a complété à sa façon dans sa chanson Ulysse.
- En 2009, la compositrice Michèle Reverdy a mis en musique le sonnet XII  des Regrets qui constitue la première pièce du cycle De l'ironie contre l'absurdité du monde[5].